# Sankeshwar
Sankeshwar is een dorp in het district Belgaum van de Indiase staat Karnataka. 

## Demografie
Volgens de Indiase volkstelling van 2001 wonen er 32.511 mensen in Sankeshwar, waarvan 51% mannelijk en 49% vrouwelijk is. De plaats heeft een alfabetiseringsgraad van 67%. 